# Магнітний альфа-спектрометр

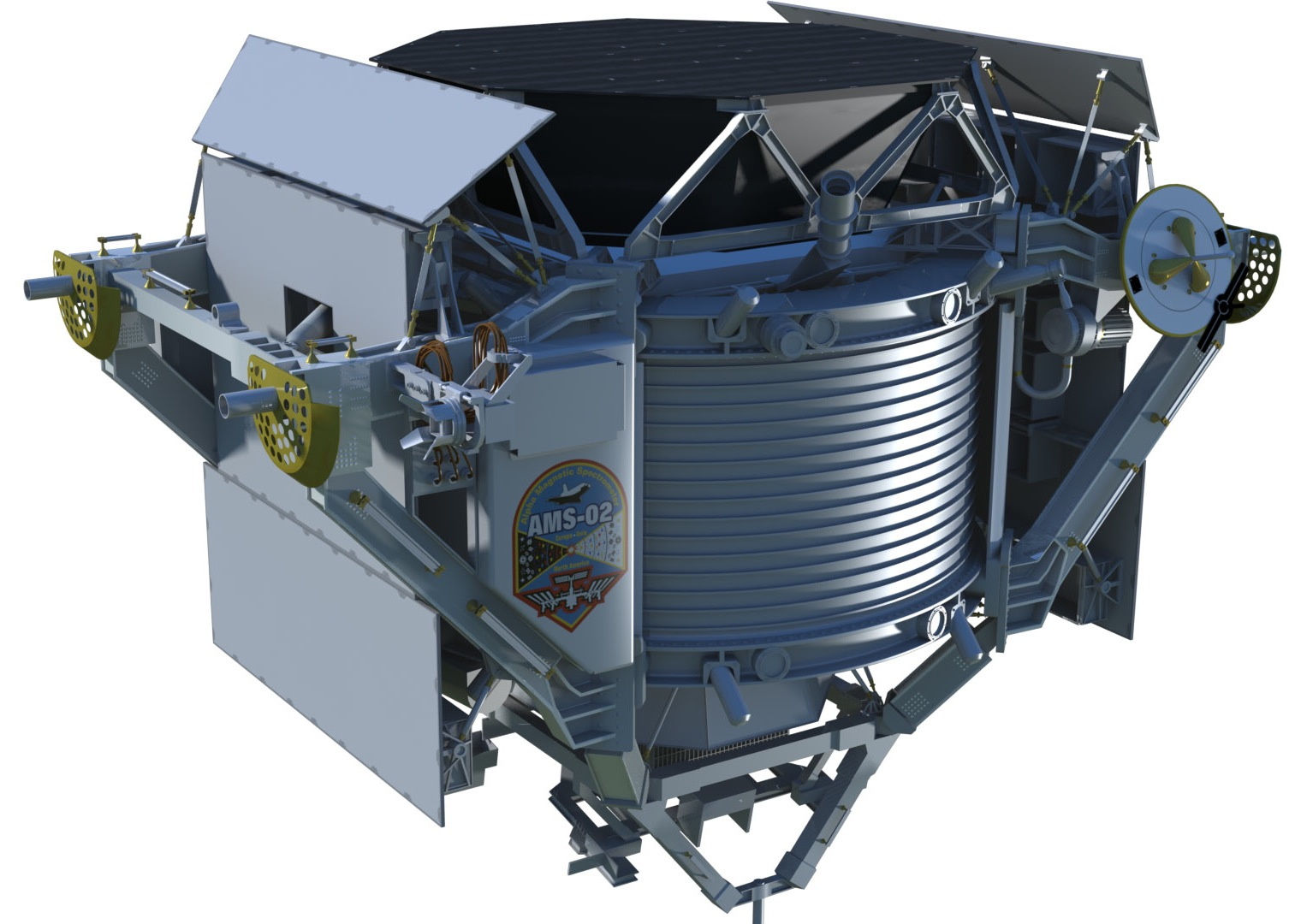
Комп'ютерна модель AMS-02

Магнітний альфа-спектрометр (англ. Alpha Magnetic Spectrometer AMS) — фізичний прилад, призначений для вивчення складу космічних променів, пошуку антиматерії і темної матерії. Перша версія подібного приладу (AMS-01) була встановлена на шатлі Діскавері, який відвідував орбітальну станцію Мир у 1998 році в рамках місії STS-91. AMS-01 зареєстрував близько одного мільйона ядер гелію і підтвердив працездатність концепції, що дозволило створити нову поліпшену версію приладу. Запуск другої версії (AMS-02) проведений 16 травня 2011 року в рамках місії STS-134, а 19 травня він був встановлений на МКС. До 15 квітня 2015 року AMS-02 зафіксував понад 60 мільярдів космічних променів та 90 мільярдів після п'яти років роботи з моменту встановлення. Головним дослідником проєкту виступає нобелівський лауреат Семюел Тінг. Вартість приладу оцінюється в 2 млрд доларів США.

## Мета роботи AMS
Перевірка фундаментальних гіпотез будови матерії і походження Всесвіту .

## Опис
Магнітний альфа-спектрометр (AMS-02) — найсучасніший детектор фізичних частинок. Побудований і випробуваний міжнародною командою, до якої входять вчені з 16 країн. Спонсорування проєкту здійснюється Департаментом енергетики США. AMS-02 покликаний привести людство до розуміння походження Всесвіту. Планується вивчити космічне випромінювання і довести існування антиматерії й темної матерії.

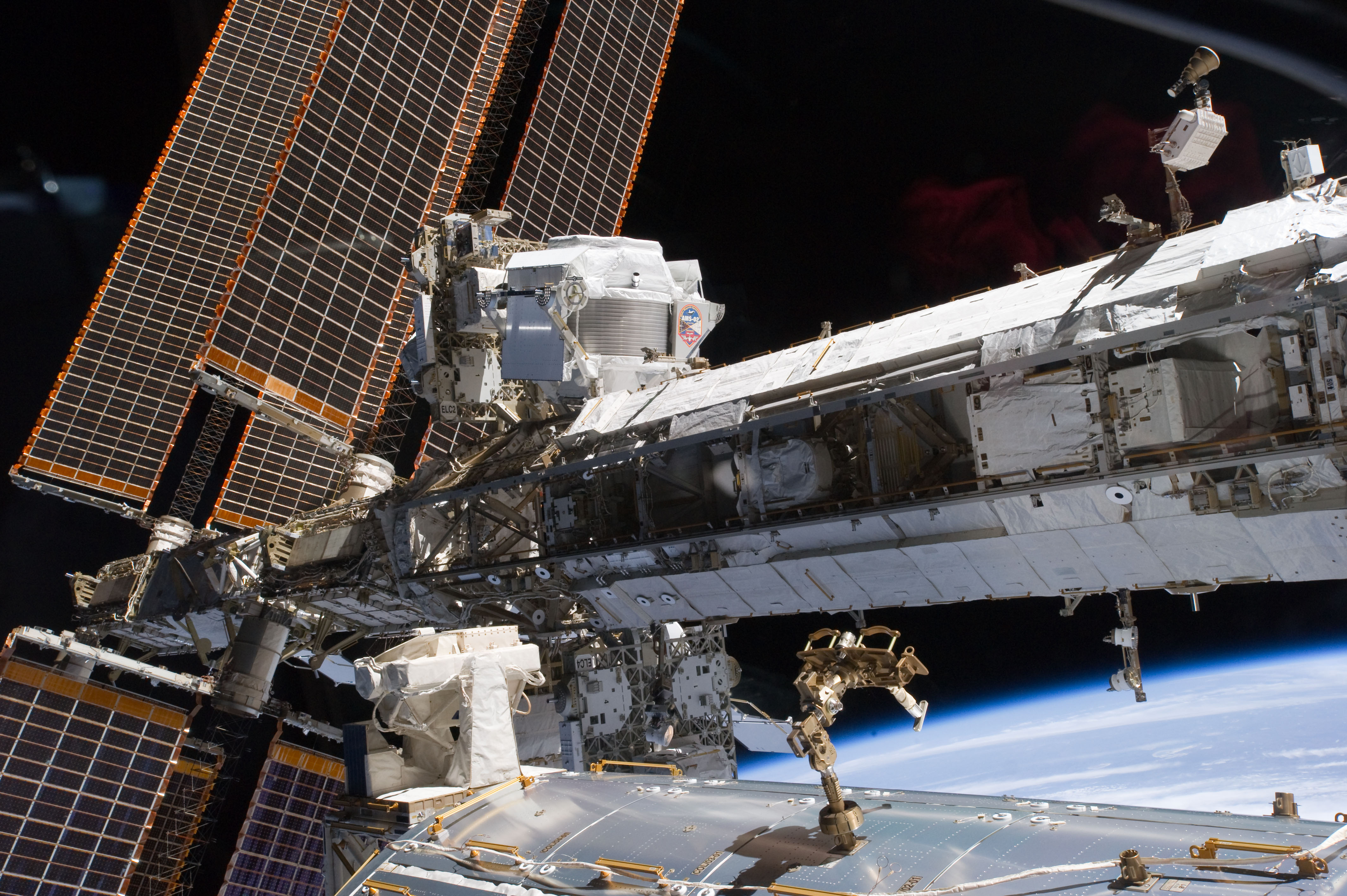
Магнітний альфа-спектрометр встановлений на МКС

На AMS-02 замість надпровідного магніту на рідкому гелії встановлено постійний магніт. Завдяки цьому термін служби приладу складе не менше 15 років.
Експериментальні дані показують, що наша Галактика складається з матерії. У Всесвіті існує понад 100 мільярдів галактик. Теорія Великого Вибуху передбачає рівну кількість матерії і антиматерії. Але теорії, які пояснюють цю уявну асиметрію, суперечать експериментальним даним. Існування антиматерії є одним з фундаментальних питань походження і природи Всесвіту. Будь-які спостереження ядер антигелію будуть доказами існування антиречовини. У 1998 році AMS-01 встановив верхню межу відношення антигелію і гелію в космічному випромінюванні: 10−6. Чутливість AMS-02 дорівнює 10−9. Збільшення цієї величини на три порядки досить для досягнення краю розширюваного Всесвіту, що дозволить вирішити проблему остаточно.
Видима матерія, яка переважно складається з зірок, становить не більше 5 % від загальної спостережуваної маси Всесвіту. Решта 95 % — це темна матерія, маса якої оцінюється у 20 % від маси Всесвіту, і темна енергія, яка обумовлює баланс. Їх точна природа все ще не відома. Одна з основних гіпотез — темною матерією є нейтраліно. Якщо нейтраліно існують, вони повинні стикатися одне з одним, внаслідок чого повинні народжуватися заряджені частинки, які виявить AMS-02. Будь-який пік у фонових позитрон-, антипротон- чи гамма-потоках може говорити про наявність нейтраліно.
Шість типів кварків (u, d, s, c, b і t) були виявлені експериментально, проте все живе на Землі складається з двох типів кварків (u і d). Це ще одне фундаментальне питання — чи існує матерія, що складається з трьох типів кварків (u, d і s)? Гіпотетична частинка цієї матерії, стрейнджлет, може мати надзвичайно велику масу і дуже маленьке відношення заряду до маси. Це абсолютно нова форма матерії. AMS-02 дасть остаточну відповідь на питання про існування цієї матерії.
Космічна радіація є суттєвою перешкодою для пілотованих польотів на Марс . Точні виміри космічного випромінювання необхідні для планування відповідних заходів захисту. Більшість досліджень космічного випромінювання зроблено супутниками-повітряними кулями, час польоту яких вимірюється днями; результати цих досліджень виявилися дуже неточними. AMS-02 буде працювати на МКС 3 роки, збираючи величезну кількість точних даних. Це дозволить виміряти довгострокові зміни потоку космічних променів у широкому діапазоні енергій, для частинок від протонів до ядер заліза. Після номінальної місії, AMS-02 може продовжувати вимірювання. На додаток до знань про радіаційний захист, необхідний для пілотованих міжпланетних польотів, ці дані дозволять дізнатися все про міжзоряне поширення і походження космічного випромінювання.

## Отримані результати
Перші результати роботи магнітного альфа-спектрометра були оприлюднені на початку квітня 2013 року. Лідер проєкту Семюел Тінг на семінарі ЦЕРН повідомив, що їм вдалося зафіксувати збільшення частки позитронів у космічних променях з ростом їх енергії: якщо для частинок з енергією 10 ГеВ частка позитронів становила близько 5 %, то для частинок з енергією 350 ГеВ — більше 15 %. Це стало незалежним підтвердженням результатів, отриманих раніше експериментом PAMELA (опубліковані у квітні 2009 року) і телескопом «Фермі» (опубліковані в січні 2012 року). Можливим поясненням цього ефекту може бути випромінювання пульсарів або анігіляція гіпотетичних частинок темної матерії, вімпів.